# Protestos e Revoltas no Tibete desde 1950
Protestos e revoltas no Tibete contra o governo da República Popular da China ocorreram desde 1950 e incluem a revolta de 1959, a revolta de 2008 e os protestos de autoimolação subsequentes.

Bandeira do Tibete

Ao longo dos anos, o governo tibetano no exílio, denominado Administração Central do Tibete (CTA), primeiro mudou seu objetivo de tentar uma cooperação moderada com autonomia, para depois exigir independência total, e enfim buscar uma "autonomia genuína para todos os tibetanos que vivem nas três tradicionais províncias do Tibete no âmbito da República Popular da China". No entanto, nem todos os tibetanos exilados estão satisfeitos em seguir a atual política da CTA da Abordagem do Caminho do Meio e muitos expressaram sua frustração em 2008, contra os desejos do Dalai Lama, agitando pela independência.
Com o 14º Dalai Lama anunciando sua aposentadoria da vida política pouco antes das eleições de abril de 2011 para Sikyong (primeiro-ministro), que doravante será o líder político do Tibete, a natureza da resistência pode estar avançando para outra fase, embora os três principais candidatos favoreçam atualmente a Abordagem do Caminho do Meio. 

## Contexto
A geografia isolada definiu naturalmente o Tibete como uma entidade distinta; no entanto, sua governança e status político têm estado em mutação por séculos. Os reinos menores e estados tribais da região foram unidos pela primeira vez sob Songtsen Gampo para formar o Império Tibetano no sétimo século da era comum. Sob a influência de sua noiva chinesa e primeira esposa nepalesa, Bhrikuti, o imperador se converteu ao budismo e o estabeleceu como a religião do Tibete. Seguiu-se um influxo da cultura chinesa, do alfabeto indiano e dos monges budistas, combinando-se com os costumes nativos e a religião animista Bön para dar origem ao que se tornou hoje o povo tibetano étnico e o budismo tibetano, também conhecido como lamaísmo.

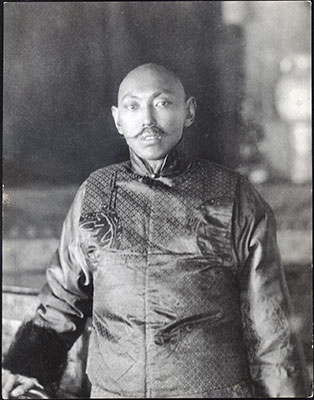
Thubten Gyatso, o 13º Dalai Lama fotografado em Calcutá em 1910, que declarou a independência do Tibete em 1913 por proclamação escrita

Após a dissolução do Império Tibetano em meados do século IX, o governo central praticamente não existiu na região por 400 anos. Mas o budismo sobreviveu e quando os mongóis conquistaram a região, o budismo foi adotado como a religião oficial de seu império. Em 1271, Kublai Khan estabeleceu a Dinastia Yuan e o Tibete permaneceu uma entidade semi-autônoma dentro dela. Da segunda metade do século 14 até o início do 17, o Tibete foi governado por escolas budistas concorrentes. No entanto, foi durante este período que a ordem Gelug foi fundada, em 1409, e a instituição do Dalai Lama foi estabelecida em 1569 com a relação sacerdote-patrono entre o Altan Khan e o 3º Dalai Lama (os dois primeiros receberam o título retroativamente) Diz-se que os Dalai Lamas são os reencarnados do Bodhisattva da Compaixão, Avalokiteśvara.
Foi quando o 5º Dalai Lama Ngawang Lobsang Gyatso conseguiu estabelecer o governo Ganden Phodrang e a supremacia Gelug no Tibete, com a ajuda de Güshi Khan do Khoshut Khanate, que o posto assumiu o duplo papel de liderança política e religiosa (no entanto, o 9º ao 12º Dalai Lamas morreram antes da idade adulta). Após a morte de Lobsang Gyatso em 1682, que foi mantida em segredo por 15 anos, houve um período de anarquia e invasões que levou ao estabelecimento do protetorado Qing sobre o Tibete em 1720, que atingiria seu auge na década de 1790 em resposta aos ataques pelo Nepal, seria renovado em 1903 quando os britânicos invadiram, e duraria até 1912. O Tibete tornou-se independente com o fim da dinastia Manchu Qing e assim permaneceria até 1950.

## Resistência inicial 1950-1958
Em seu ensaio Tibete Oculto: História da Independência e Ocupação, publicado pela Biblioteca de Trabalhos e Arquivos Tibetanos em Dharamsala, SL Kuzmin, citando as memórias do diplomata soviético AM Ledovsky, afirma que em 22 de janeiro de 1950, durante suas negociações com Joseph Stalin em Moscou, Mao Zedong pediu-lhe para fornecer um regimento de aviação porque ele estava se preparando para avançar em direção ao Tibete. Stalin aprovou esses preparativos e forneceu apoio militar com pilotos soviéticos e pessoal de campo de aviação vestido com roupas chinesas, porque essa ajuda era ilegal. Em 1950, o Exército de Libertação do Povo da República Popular da China (RPC) entrou no Tibete e o governo dos Estados Unidos fez contato com Gyalo Thondup, irmão do Dalai Lama, que vivia na Índia, para oferecer ajuda, o que foi rejeitado. Em maio de 1951, uma delegação representando o 14º Dalai Lama, com 15 anos na época, e liderada por Ngapoi Ngawang Jigmei, viajou a Pequim para ser presenteada com o Acordo de Dezessete Pontos para a Libertação Pacífica do Tibete, que estabeleceu a soberania da RPC sobre Tibete: assumindo a responsabilidade pelos assuntos externos do Tibete, deixando a governança doméstica para o governo de Lhasa e garantindo as liberdades religiosas. O tratado foi assinado pela delegação de Lhasa e o 10º Panchen Lama, que já havia mudado sua lealdade para a RPC depois de flertar com o Kuomintang e conspirar contra o governo tibetano central, que ainda se recusava a reconhecê-lo como o verdadeiro Panchen Llama. Mais tarde, haveria muita controvérsia sobre a validade do acordo decorrente de alegações de que ele foi assinado sob ameaça de armas e desacordos sobre se os delegados tinham autoridade para assiná-lo.
Mas na época, em Lhasa, os aristocratas misturaram-se com funcionários chineses e prosperaram com esta associação. Festas mistas foram organizadas ao longo do ano e até pelo próprio Dalai Lama. O fardo sobre os fazendeiros e camponeses de fornecer alimentos às tropas levou à escassez e ao aumento dos preços, juntamente com surtos de gripe e varíola, pesando sobre a maioria dos tibetanos, que antes já sobreviviam apenas por pouco. Os protestos chamados de "assembleias do povo" começaram em Lhasa, onde os organizadores enviaram cartas de queixas ao governo e colocaram slogans anti-chineses em locais públicos. Os líderes foram presos prontamente e os protestos sufocados.
No início de 1952, Thondup voltou a Lhasa com um plano de realizaçao da reforma econômica que incluiria tambem a redução de impostos. Com o acordo do Dalai Lama, Thondup começou a implementar as reformas apenas para encontrar forte resistência da velha guarda rica, que o rotulou de comunista radical. O rótulo despertou o interesse dos chineses que o convidaram para estudar em Pequim, mas em vez disso ele fugiu de volta para a Índia, onde começou a trabalhar com a CIA para formar e treinar uma insurgência tibetana. Mais uma vez, os EUA tentaram convencer o Dalai Lama a fazer o mesmo com uma oferta de "ajuda e assistência total", mas ele recusou.
O Dalai Lama viu a necessidade de modernizar o Tibete e estava aberto ao marxismo.
"Foi apenas quando fui a China em 1954-55 que eu verdadeiramente estudei a ideologia Marxista e aprendi a historia da revolução Chinesa. Uma vez que entendi o Marxismo, minha atitude mudou completamente. Eu fiquei tão atraído ao Marxismo, que até expressei meu desejo de me tornar um membro do Partido Comunista. O Tibete na epoca estava muito atrasado, muito [...] O marxismo falava sobre auto-suficiencia, sem depender de um criador ou um Deus. Isso era muito atraente [...] Eu continuo pensando que se um movemento comunista genuíno tivesse vindo para o Tibete, teria sido de grande benefício para o povo. Ao invés disso, os comunistas Chineses trouxeram ao Tibete uma pretendida liberação. [...] Eles começaram a destruir monastérios e a matar e prender os lamas."
-14 Dalai Lama
Na viagem do líder tibetano para casa depois de seu ano na China, os líderes do clã Khampa e Amdowa informaram seu chefe de gabinete sobre seus planos de se rebelar contra os chineses em retribuição pelo confisco de terras e ataques a mosteiros. Mas tudo estava relativamente quieto em Lhasa, e em abril de 1956 ele recebeu uma delegação chinesa para inaugurar o Comitê Preparatório para a Região Autônoma do Tibete: um comitê de 51 homens composto principalmente por tibetanos. Enquanto isso, a rebelião aberta começou com o massacre de uma guarnição comunista em Kham, que deixou cerca de 800 chineses mortos, desencadeando ataques aéreos que mataram mais tibetanos. Além disso, a CIA se reuniu com os dois irmãos do Dalai Lama, Thubten Jigme Norbu e Gyalo Thondup, na Índia, e se ofereceu para treinar um grupo piloto de seis Khampas em guerrilha e comunicações de rádio em Saipan. Eles foram contrabandeados para fora do Tibete e mais tarde voltaram de pára-quedas para treinar outros e informar a CIA sobre o progresso e as necessidades da insurgência.
De acordo com o Dalai Lama, sua visita à Índia em novembro de 1956, durante a qual se encontrou com "lutadores pela liberdade" tibetanos que incluíam dois de seus irmãos mais velhos, "estragou as boas relações com a China". Os exilados o encorajaram a ficar e se juntar à luta pela independência, mas o primeiro-ministro indiano Jawaharlal Nehru o avisou que a Índia não poderia oferecer apoio. O primeiro-ministro chinês Zhou Enlai, que também estava em Delhi, garantiu-lhe a decisão de Mao de adiar por seis anos novas reformas no Tibete. Nehru e Enlai aconselharam o Lama a retornar a Lhasa.

Bandeira de Chushi Gangdruk

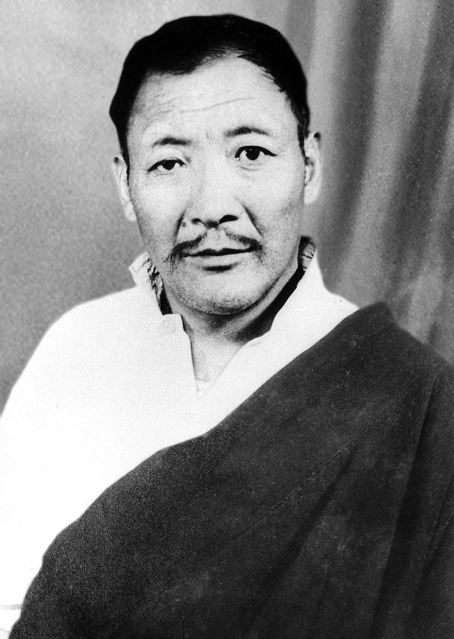
Andrug Gompo Tashi comumente conhecido como "Gonpo Tashi" Andrugtsang antes de 1959

Embora os chineses tenham diminuído as reformas, eles continuaram as operações militares nas áreas de rebelião, fazendo com que milhares de refugiados se reunissem ao redor de Lhasa. Em julho de 1957, o Dalai Lama ofereceu uma grande cerimônia no Palácio de Potala, durante a qual ele aceitou um trono dourado e uma petição de representantes do movimento de resistência tibetana Chushi Gangdruk e, em troca, deu-lhes um toque de bênção em suas testas e os emitiu com um talismã. Eles logo se tornariam um forte "Exército Voluntário dos Defensores da Fé", com 5.000 homens, sob a liderança de Gompo Tashi Andrugtsang, que lutaria contra os chineses por anos. No entanto, em setembro de 1957, quando os dois primeiros estagiários da CIA foram ao Tibete para entregar uma mensagem da CIA oferecendo apoio ao líder tibetano, ela foi recusada. A segunda aterrissagem de quatro homens foi desastrosa: apenas um conseguiu escapar com vida. Enquanto isso, em 1958, o exército de Gompo estava indo muito bem assumindo o controle de grandes porções do Tibete central.

## Levante tibetano de 1959
"Ao pôr do sol em 9 de março [1959], milhares de homens, mulheres e crianças começaram a se reunir do lado de fora dos muros do Palácio de Verão." Em 10 de março de 1959, a multidão cercou o palácio de verão em resposta ao temor de que o Exército Popular de Libertação planejasse prender o Dalai Lama em "uma apresentação teatral no acampamento militar chinês em Silling-Bhuk". O povo estava determinado a não permitir que o Dalai Lama deixasse o palácio de Norbulingka. Alguns membros da multidão agrediram autoridades tibetanas que se pensava serem colaboradores chineses. Tenpa Soepa, que estava hospedada em uma casa na noite de 10 de março perto de Norbulingka, disse: "Quando cheguei ao portão, encontrei Kalon Sampho caído no chão, inconsciente." Sampho, "... chegou a Norbulinka [sic] em um carro com seu guarda-costas chinês. Eles saíram do carro e quando a multidão viu o guarda chinês começaram a atirar pedras. " "Phakpalha Khenchung ... foi morto pelos manifestantes. Ele era um funcionário do governo e havia rumores de que ele tinha uma relação muito próxima com os chineses." O general do Exército Tan Kuan-sen considerou o Dalai Lama em perigo e ofereceu-lhe refúgio se ele pudesse chegar ao acampamento chinês. Ele recusou a oferta. Depois de uma semana de combate, o general ordenou que dois projéteis de morteiro fossem disparados contra o palácio. Nesse momento, o Dalai Lama decidiu que havia chegado a hora de escapar pelas montanhas, com um pequeno grupo, chegando alguns dias depois à fronteira com a Índia. Ele recebeu asilo do governo de Nehru com a condição de que ele não se envolveria na política em solo indiano. Enquanto isso, Enlai dissolveu o governo tibetano e nomeou o Comitê Preparatório para a Fundação da Região Autônoma do Tibete para ocupar seu lugar. Em 1959, Tenpa Soepa e outros prisioneiros de guerra perto de Toema, em Amdo, disseram: "Ao longo da estrada, pudemos ver por que nossos guardas estavam tão nervosos. Vimos muitos postos de guarda queimados e até alguns tanques que foram destruídos pelos guerrilheiros tibetanos. Este foi Amdo, onde a guerra de guerrilha já durava anos."
Uma vez no exílio, o discurso do Dalai Lama mudou da autonomia cooperativa para a independência. Ele citou o Acordo de 17 Pontos como prova da reivindicação de soberania do Tibete, ao mesmo tempo em que o declarou nulo porque os chineses o violaram e porque, segundo ele, foi assinado sob coação. Ele também deixou claro que era a favor de reformas econômicas, sociais e políticas, mas que os chineses não agiram de boa fé. Ele encerrou sua primeira entrevista coletiva na Índia em abril de 1959, estabelecendo sutilmente o governo no exílio, declarando: "onde quer que eu esteja acompanhado por meu governo, o povo tibetano reconhecerá como o governo do Tibete." A Assembleia Geral da ONU respondeu aprovando três resoluções na primeira metade da década, apelando ao "respeito pelos direitos humanos fundamentais do povo tibetano e por sua vida cultural e religiosa distinta" e reconhecendo o direito do povo tibetano à autodeterminação. Os EUA responderam de forma diferente.

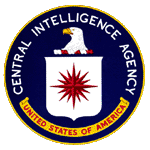
Em cada ano da década de 1960, a CIA forneceu ao governo tibetano no exílio $1,7 milhões para operações de guerrilha e $180.000 para centros culturais e lobby internacional.

Enquanto ele anunciava seu paradeiro, os rebeldes Khampa foram recebidos por enormes forças chinesas e quase foram destruídos. Embora tenham passado vários meses se reagrupando, os EUA não conseguiram formar uma coalizão de nações dispostas a reconhecer o governo tibetano no exílio ou mesmo encontrar países que hospedariam o Dalai Lama em uma viagem para explicar sua causa.

## Resistência tibetana 1958-1973
Já em julho de 1958, o lançamento aéreo de armas para o movimento de resistência tibetana Chushi Gangdruk começou, a CIA realocou os guerrilheiros tibetanos em Camp Hale no Colorado, EUA (onde uma comunidade tibetana ainda reside hoje), e oficiais de despacho de pára-quedas foram recrutados entre os pára-quedistas do Serviço Florestal dos Estados Unidos de Montana (que ficaram conhecidos como a "Máfia de Missoula"). Mas, de acordo com Thundrop, o Dalai Lama não sabia sobre o envolvimento da CIA até chegar à Índia.
No outono, a CIA lançou quatro grupos de estagiários de Camp Hale no Tibete. O primeiro foi recebido por chineses e os homens fugiram para salvar suas vidas. Dois grupos chegaram em segurança e até facilitaram o lançamento de armas com sucesso, mas os chineses entenderam e em um mês todos, exceto alguns membros da equipe, e milhares de famílias Khampa foram massacrados. O treinamento de guerrilheiros da CIA não levou em consideração que os guerreiros Khampa viajavam com a família e o gado a reboque. O quarto grupo teve quase a mesma sorte. Eles chegaram, receberam armas, foram acompanhados por mais duas equipes, mas em fevereiro de 1960 os chineses os mataram junto com outros 4.000 rebeldes e seus partidos. Um último grupo foi descartado em 1961, mas todos, exceto um, foram mortos apenas três meses após o desembarque. O sobrevivente foi capturado e como ele diz, torturado, até contar toda a história do Colorado. Ele foi libertado da prisão em 1979.
Por proposta de Thundop e Gompo Tashi no início de 1960, uma base guerrilheira tibetana foi estabelecida em Mustang, no Nepal, onde cerca de 2.000 Khampa étnicos se reuniram de forma tão desordenada que o primeiro ano foi um desafio para a sobrevivência, visto que os EUA não podiam obter suprimentos de comida para eles devido à suspensão dos sobrevôos decorrentes do incidente do U-2. Na primavera de 1961, as unidades guerrilheiras do Mustang começaram a ataques ao longo de um trecho de 250 milhas dentro do Tibete. Além disso, cerca de 12.000 tibetanos finalmente se juntaram à Força Especial de Fronteira que tripulava a fronteira sino-indiana. Mas com o passar dos anos, sem nenhuma base estabelecida dentro do Tibete, o entusiasmo dos Estados Unidos com os caças Mustang diminuiu e o lançamento de armas já esparso e insuficiente cessou em 1965, deixando uma força de guerrilha envelhecida e mal armada em apuros. As 25 pequenas equipes de tibetanos treinados no Colorado que foram enviadas ao Tibete de 1964 a 1967 em missões de investigação não tiveram melhor sorte. Apenas dois conseguiram operar no país por mais de dois meses, sem encontrar apoio dos compatriotas.
Enquanto isso, a CIA forneceu dinheiro ao governo no exílio para abrir escritórios em Genebra e Nova York, providenciar o reassentamento de órfãos tibetanos na Suíça e educar algumas dezenas de tibetanos na Universidade Cornell.
Quando Nixon foi à Casa Branca, a CIA já havia informado Thundrop de que estava encerrando o apoio. Anos depois, ele teria o seguinte a dizer sobre o caso:
"A América não quer ajudar o Tibete. Eles só queriam criar problemas para a China. Não possuiam uma política a longo prazo para o Tibete [...] Os Americanos promoteram ajudar a fazer o Tibete um país independente. Todas essas promessas foram quebradas... Eu não posso dizer que a ajuda da CIA foi útil... Ela realmente provocou os Chineses [e] levou à represálias. Eu sinto muito por isso."
-Gyalo Thondup
De acordo com a autora e pesquisadora Carole McGranahan, da Universidade do Colorado, hoje a história da resistência tibetana é propositalmente minimizada, não celebrada e até mesmo ignorada pelo governo tibetano no exílio, pois não se encaixa bem na imagem global que deseja projetar e na posição oficial atual de busca de uma coexistência pacífica com a China.

## Abordagem do Caminho do Meio em 1973
De acordo com o escritório do Dalai Lama, a essência da Abordagem do Caminho do Meio busca a coexistência baseada na igualdade e na cooperação mútua. É uma: "uma posição não-partidária e moderada que salvaguarda os interesses vitais de todas as partes engajadas - para os Tibetanos: a proteção e presenvação de sua cultura, religião e identidade nacional; para os Chinesas: a segurança e integridade territorial de sua pátria; e para os vizinhos e terceiros: fronteiras e relações internacionais pacíficas." As sementes da Abordagem do Caminho do Meio foram plantadas no início dos anos 1970 em uma série de consultas internas e externas ao governo. O Dalai Lama foi encorajado em 1979 quando Deng Xiaoping disse a seu irmão Gyalo Thondup que "exceto a independência, todas as outras questões podem ser resolvidas por meio de negociações". O Dalai Lama concordou em prosseguir as negociações para uma resolução pacífica e mutuamente benéfica, em vez de lutar para restaurar a independência. Ele enviou três missões de investigação ao Tibete e escreveu a Deng Xiaoping uma longa carta pessoal antes de seus representantes viajarem a Pequim em 1982 para abrir negociações. No entanto, eles relataram que seus colegas chineses não estavam interessados em discutir a situação no Tibete, apenas a situação pessoal e o futuro do 14º Dalai Lama. No entanto, durante a década de 1980, o Dalai Lama enviaria 6 delegações à China. Em 1987, antes do Congresso dos Estados Unidos para os Direitos Humanos, o Dalai Lama revelou o Plano de Paz de Cinco Pontos como um "primeiro passo para uma solução duradoura".

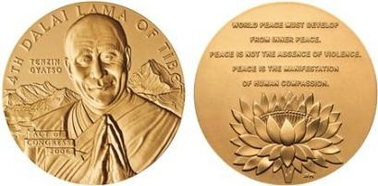
Medalha de ouro do Congresso concedida a "Tenzin Gyatso, o 14º Dalai Lama do Tibete". O verso o cita: "A paz mundial deve se desenvolver a partir da paz interior. A paz não é a ausência de violência. Paz é a manifestação da compaixão humana."

1. Transformação de todo o Tibete em uma zona de paz;
2. Abandono da política de transferência de população da China, que ameaça a própria existência dos tibetanos como povo;
3. Respeito pelos direitos humanos fundamentais e pelas liberdades democráticas do povo tibetano;
4. Restauração e proteção do ambiente natural do Tibete e abandono do uso do Tibete pela China para a produção de armas nucleares e despejo de lixo nuclear;
5. Início de negociações sérias sobre o futuro status do Tibete e das relações entre os povos tibetano e chinês.

No ano seguinte, o Dalai Lama se dirigiu ao Parlamento Europeu e ofereceu o que mais tarde foi chamado de Proposta de Estrasburgo 1988, que elaborou a Abordagem do Caminho do Meio e uma visão de reconciliação, semelhante ao que alguns historiadores dizem ser uma relação de suserania entre a China e Tibete. A proposta basicamente pede o estabelecimento de um Tibete democrático com total soberania sobre seus assuntos internos e externos não-políticos, com a China mantendo sua responsabilidade pela política externa do Tibete e mantendo sua presença militar temporariamente.
As reuniões periódicas entre os enviados da Administração Central Tibetana e o governo chinês eram, sentiu Tundrop, "como uma mão batendo palmas" e assim a CTA as suspendeu em 1994. Eles voltaram ao ritmo de um por ano entre 2002 e 2008. Em 2008, na 8ª rodada de negociações, os enviados da CTA apresentaram um documento chamado Memorando sobre Autonomia Genuína para o Povo Tibetano e uma nota em resposta à declaração do governo chinês perguntando qual o grau de autonomia que os tibetanos buscam. O Memorando declara que "para que a nacionalidade tibetana se desenvolva e floresça com sua identidade, cultura e tradição espiritual distintas por meio do exercício de autogoverno nas 11 necessidades básicas tibetanas mencionadas, toda a comunidade, compreendendo todas as áreas atualmente designadas pela RPC como áreas autônomas tibetanas, deve estar sob uma única entidade administrativa. Menciona ainda que "reunir todos os tibetanos que vivem atualmente em áreas autônomas tibetanas designadas dentro de uma única unidade administrativa autônoma está inteiramente de acordo com o princípio constitucional (chinês) contido no Artigo 4, também refletido na Lei de Autonomia Nacional Regional LRNA (Artigo 2), que "a autonomia regional é praticada em áreas onde pessoas de nacionalidades minoritárias vivem em comunidades concentradas."
De acordo com a Administração Central Tibetana, a Abordagem do Caminho do Meio goza de amplo apoio da comunidade internacional. Em 2008, um grupo de 29 dissidentes chineses instou Pequim a abrir um diálogo direto com o líder espiritual exilado do Tibete, o Dalai Lama. Em junho de 2012, o parlamento europeu em Estrasburgo aprovou uma resolução elogiando a nova liderança da CTA por seu compromisso em resolver a questão do Tibete através da Abordagem do Caminho do Meio. O presidente dos EUA, Barack Obama, após se encontrar com o Dalai Lama em 21 de fevereiro de 2014, emitiu uma declaração aplaudindo o compromisso do Dalai Lama com a não violência e o diálogo com a China e sua busca pela Abordagem do Caminho do Meio.
Em 5 de junho de 2014, a Administração Central do Tibete lançou uma campanha de conscientização internacional sobre a Abordagem do Caminho do Meio. De acordo com o CTA, a campanha era para conter as tentativas deliberadas do governo chinês de espalhar desinformação sobre ao projeto. Durante a campanha, o CTA criou uma série de documentos, e um site, filme documentário e identificadores de mídias sociais.
Mais recentemente, em 2018, uma delegação do Parlamento Europeu expressou apoio à Abordagem do Caminho do Meio. Em 2019, um senador do Parlamento canadense e o Relatório do Departamento de Estado dos EUA sobre Liberdade Religiosa Internacional emitiram apelos de apoio à Abordagem do Caminho do Meio como uma solução sustentável para resolver as contínuas violações religiosas e de direitos humanos no Tibete.

### Crítica
A Abordagem do Caminho do Meio foi criticada em 2014 pelo historiador americano Elliot Sperling como parte de uma "auto-ilusão" baseada na esperança de que a abordagem ganharia independência.

## Levantes e protestos 1987-1989
Uma série de protestos pró-independência ocorreram entre setembro de 1987 e março de 1989 nas áreas tibetanas da República Popular da China: Sichuan, Região Autônoma do Tibete e Qinghai, e nas prefeituras tibetanas em Yunnan e Gansu. As maiores manifestações começaram em 5 de março de 1989 na capital tibetana de Lhasa, quando um grupo de monges, freiras e leigos saíram às ruas quando se aproximava o 30º aniversário do levante tibetano de 1959. A polícia e os oficiais de segurança tentaram conter os protestos, mas à medida que as tensões aumentavam, uma multidão ainda maior de manifestantes se acumulou. Após três dias de violência, a lei marcial foi declarada em 8 de março de 1989, e jornalistas e turistas estrangeiros foram expulsos do Tibete em 10 de março. Relatos de mortes e uso de força militar contra os manifestantes foram proeminentes. O número de mortos é desconhecido.

## Protestos e levantes de 2008
Explosões esporádicas e isoladas de tibetanos contra os chineses continuaram especialmente durante os protestos entre setembro de 1987 e março de 1989 nas áreas tibetanas da RPC. Mas não foi até 2008 que uma revolta em grande escala e coordenada irrompeu, coincidindo com os protestos internacionais que acompanharam o revezamento da tocha olímpica que terminaria em Pequim, onde os Jogos Olímpicos de 2008 foram realizados.
Durante a comemoração anual do Dia da Revolta tibetana de 1959 e da fuga do 14º Dalai Lama para a Índia, monges de dois mosteiros diferentes iniciaram marchas para Lhasa em 10 de março. Protestos e manifestações pacíficas de rua cresceram e foram enfrentados com força excessiva por parte da polícia e unidades militares chinesas em 14 de março. O controle de multidões, tiroteios, espancamentos e prisões aumentaram as tensões, eventualmente gerando confrontos entre milhares de tibetanos na seção Ramoche de Lhasa e as forças de segurança chinesas. Os confrontos se espalharam para incluir incêndios criminosos. Relatórios indicam que mais de 1200 lojas, escritórios e residências chinesas foram queimadas e quase 100 carros incendiados, incluindo veículos da polícia. Monges foram presos em mosteiros, e o número de tibetanos mortos varia entre 140 e 219 mortes. Outros tibetanos foram presos e a Anistia Internacional relata que 1.000 tibetanos permaneceram "desaparecidos" em junho. A polícia armada do povo paramilitar foi enviada e 50 a 100 tibetanos foram mortos. A comunidade internacional condenou a supressão dos protestos, que se espalharam pelo planalto tibetano. Outros relatórios sobre os confrontos estimam entre os colonos Han 22 mortos e 325 feridos. Os danos foram estimados em $40 milhões de dólares. Na província de Gansu, outra manifestação de 400 monges foi recebida pelas forças de segurança chinesas, desencadeando um confronto entre mais de 5.000 tibetanos que novamente incendiaram os estabelecimentos de colonos locais Han e Hui antes que as forças chegassem.

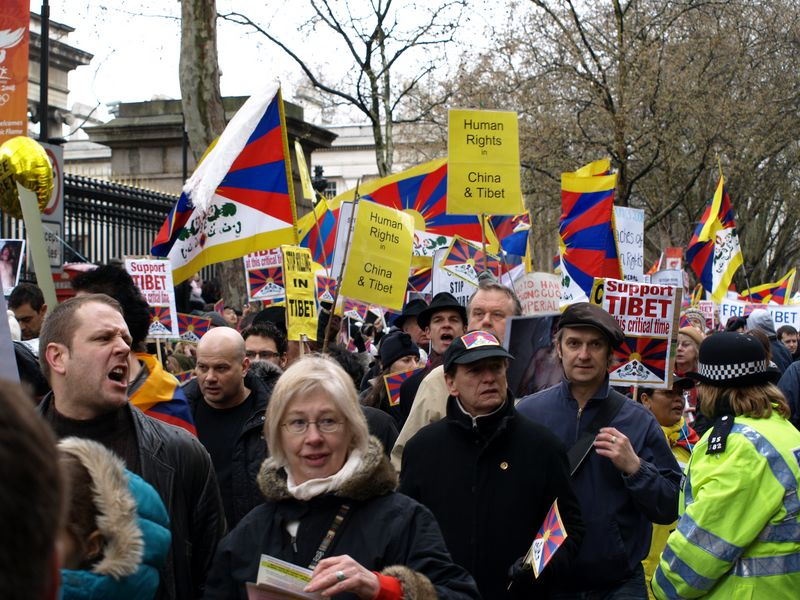
Manifestantes pró-tibetanos no Revezamento da Tocha Olímpica em Londres 2008

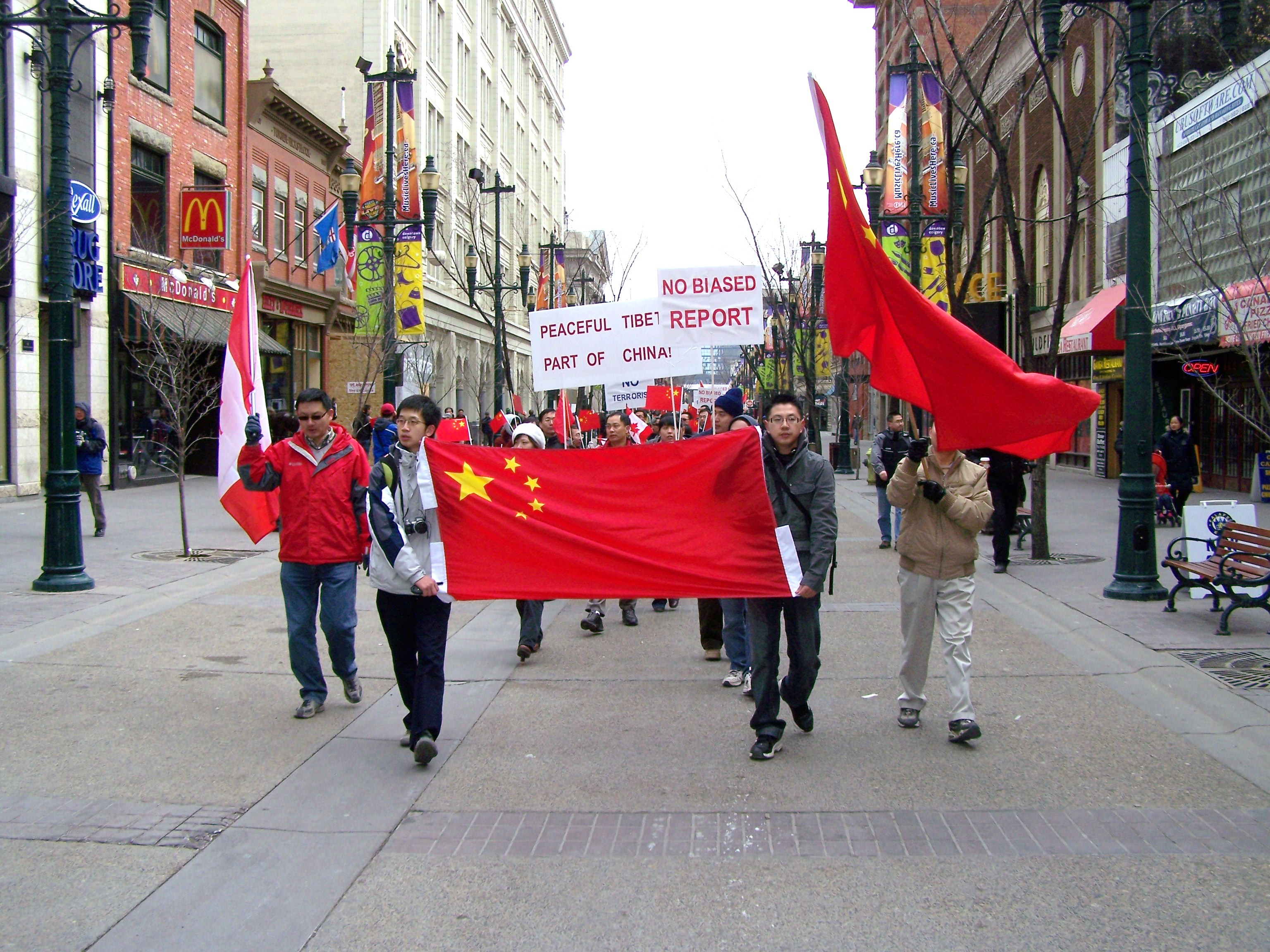
Demonstração pró-chinesa no Revezamento da Tocha Olímpica em Calgary 2008

O presidente tibetano do governo da Região Autônoma do Tibete, Jampa Phuntsok, que estava em Pequim na época, disse à imprensa estrangeira que o pessoal de segurança em Lhasa mostrou grande moderação e não usou força letal. No entanto, foi o presidente do Partido Comunista Chinês que foi enviado ao Tibete para lidar com a situação e os funcionários tibetanos permaneceram em outras províncias. Eventualmente, 90 locais explodiram em protestos. Seus slogans comuns e bandeiras tibetanas indicavam desejos de independência ou autonomia.
Simultaneamente, na Índia, uma coalizão de organizações de exilados tibetanos - Congresso da Juventude Tibetana (CJT), Associação das Mulheres Tibetanas, movimento dos prisioneiros políticos tibetanos, Estudantes por um Tibete Livre e Partido Democrático Nacional do Tibete - autodenominando-se Movimento Revolta do Povo Tibetano (TPUM) organizaram uma "Marcha de Retorno ao Tibete" em 10 de março. Carregando bandeiras tibetanas e clamando pela independência, eles planejavam chegar ao Tibete a pé bem a tempo para a abertura dos Jogos Olímpicos. Tanto a Índia quanto o Nepal lembraram ao Dalai Lama que as boas-vindas dos tibetanos na área se baseavam no acordo de nenhuma manobra política anti-China de seus territórios. O governo de Dharamsala se reuniu com os manifestantes. Quando ficou claro que os manifestantes continuariam sua jornada, eles foram presos pelas autoridades do estado de Uttarakhand, no norte da Índia, em 28 de março.

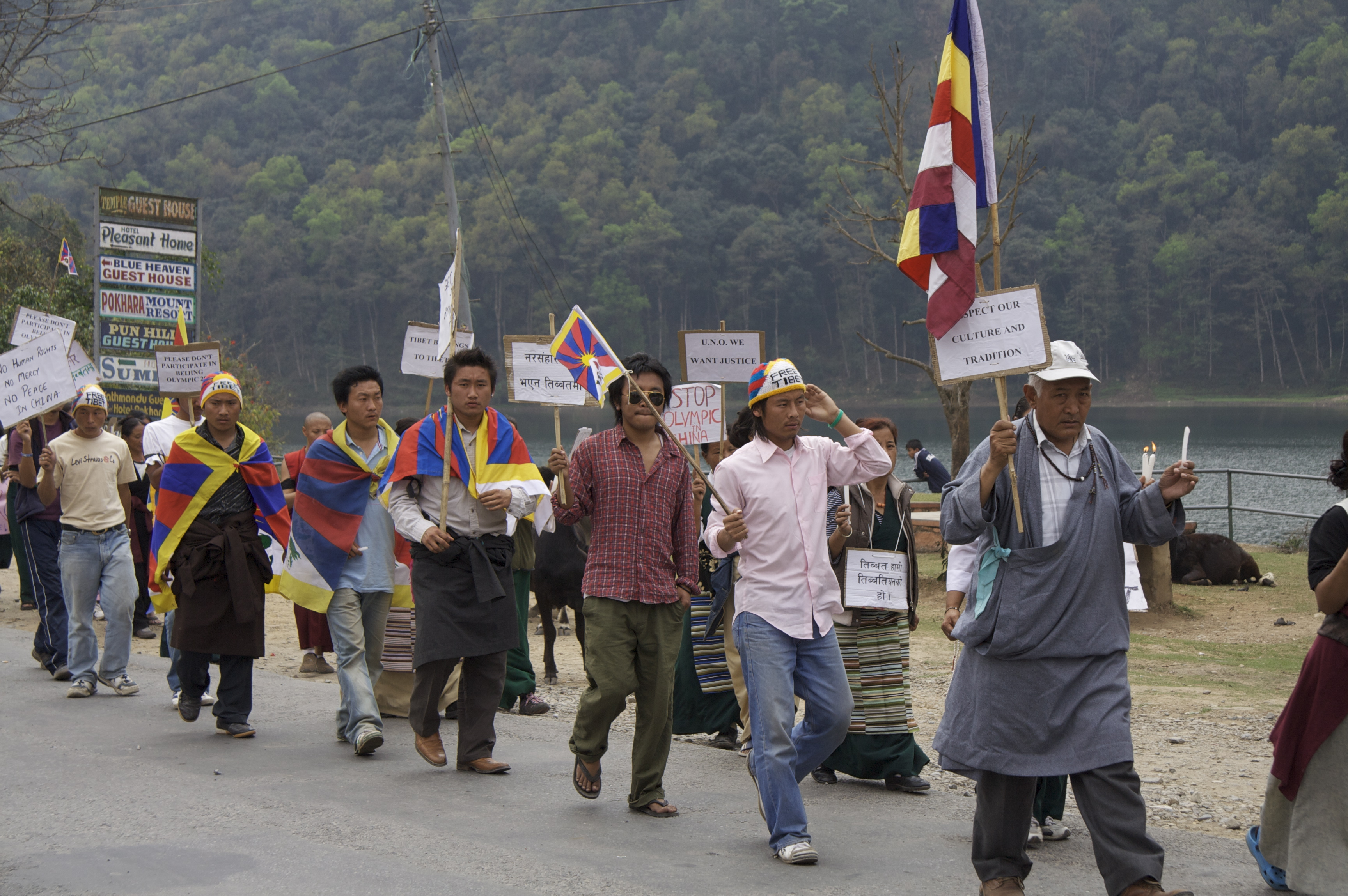
Tibetanos protestam em Pokhara, Nepal, em 2008

Em 24 de março de 2008, o Revezamento da Tocha Olímpica começou sua rota de 137.000 km. Exilados e apoiadores tibetanos em Paris, Londres, São Francisco, Nova Delhi, Islamabad e Jacarta, Seul, etc. usaram o evento para fazer protestos. Em alguns lugares, eles foram recebidos por chineses locais e outros contra-manifestantes. O fiasco fez com que o Comitê Olímpico Internacional proibisse o revezamento internacional da tocha no futuro. O governo chinês culpou a "camarilha do Dalai" pelo levante, a marcha e os protestos olímpicos e chamou a CJT de organização terrorista preparada para iniciar uma guerra de guerrilha assim que cruzar a fronteira. O PRC publicou artigos denunciando as várias tramas e atividades históricas dos exilados tibetanos, bem como o financiamento dos EUA para ativistas tibetanos por meio do National Endowment for Democracy.
O Dalai Lama negou que seu governo tenha algo a ver com os protestos olímpicos e disse que não defendia um boicote aos jogos. Ele pediu aos manifestantes que se abstenham de qualquer violência e deu entrevistas esclarecendo que seus objetivos não eram buscar a independência da China. O Dalai Lama ameaçou renunciar devido à desobediência da TPUM à política oficial de não violência e à genuína autonomia tibetana. No final, a pressão internacional levou os representantes da RPC a renovar as conversações não oficiais com os seus homólogos de Dharmsala.

## Autoimolações 2009-presente
Até julho de 2020, 156 monges, freiras e pessoas comuns se autoimolaram no Tibete, começando em 27 de fevereiro de 2009, quando Tapey, um jovem monge do Mosteiro de Kirti, ateou fogo a si mesmo no mercado na cidade de Ngawa, condado de Ngawa, Sichuan. Alguns dos manifestantes que se incendiaram eram adolescentes. A maioria desses incidentes ocorreu na província de Sichuan, especialmente ao redor do Mosteiro de Kirti na cidade de Ngawa, condado de Ngawa, Sichuan, outros nas províncias de Gansu e Qinghai e na Região Autônoma do Tibete. Protestos de autoimolação por tibetanos também ocorreram na Índia e em Katmandu, no Nepal. Em 2011, uma onda de autoimolações por tibetanos na China, Índia e Nepal ocorreu após o incidente de autoimolação de Phuntsog em 16 de março de 2011 no condado de Ngawa, Sichuan. O Dalai Lama disse que não encoraja os protestos, mas elogiou a coragem daqueles que se entregam à autoimolação e atribuiu as autoimolações ao "genocídio cultural" dos chineses. O primeiro-ministro Wen Jiabao disse que tais ações extremas prejudicam a harmonia social e que o Tibete e as áreas tibetanas de Sichuan são partes integrantes do território chinês. Segundo o The Economist, as autoimolações têm endurecido a atitude do governo.
As autoimolações de tibetanos que protestavam contra a dominação chinesa do Tibete tiveram um impacto maior do que os protestos anteriores; apesar da perda considerável de vidas durante os protestos tibetanos em 2008 por parte da população tibetana e han no Tibete, as vítimas simplesmente não foram relatadas pelo governo chinês. As autoimolações, por outro lado, resultam em imagens dramáticas do manifestante durante a queima ou posteriormente, que podem ser facilmente transmitidas pela internet para a mídia e apoiadores. O acesso à Internet atingiu até mesmo áreas remotas nas partes da China onde vivem os tibetanos.

## Violência sectária tibetana-muçulmana
No Tibete, a maioria dos muçulmanos são Hui. A tensão entre tibetanos e muçulmanos decorre de eventos durante o governo do senhor da guerra muçulmano Ma Bufang, em Qinghai, como as rebeliões Ngolok (1917-1949) e a guerra sino-tibetana. No passado, eclodiram motins entre muçulmanos e tibetanos. A repressão ao separatismo tibetano pelo governo chinês é apoiada pelos muçulmanos Hui. Além disso, os Hui de língua chinesa têm problemas com o Hui do Tibete.
O portão da frente da mesquita principal em Lhasa foi incendiado por manifestantes tibetanos que tentavam invadir o prédio, enquanto lojas e restaurantes muçulmanos chineses Hui foram destruídos na agitação tibetana de 2008. A violência sectária entre budistas tibetanos e muçulmanos não recebe grande atenção da mídia.

## Dalai Lama renuncia ao cargo de liderança política
O 14º Dalai Lama, Tenzin Gyatso, anunciou oficialmente a aposentadoria de seu papel como líder político da Administração Central do Tibete em março de 2011 pouco antes das eleições para escolher o próximo primeiro-ministro, que se tornaria o político de mais alto escalão escritório do ACT. Ele tinha falado sobre fazer isso pelo menos desde 2008. Em uma conferência de imprensa em dezembro de 2010, o Dalai Lama afirmou que a "tradição de 400 anos" do Dalai Lama servindo como líder espiritual e político já havia sido encerrada em 2001, após o que a liderança política eleita da ACT vinha cumprindo o responsabilidades administrativas. O Dalai Lama acrescentou, brincando, que, portanto, estava em semi-aposentadoria há uma década.

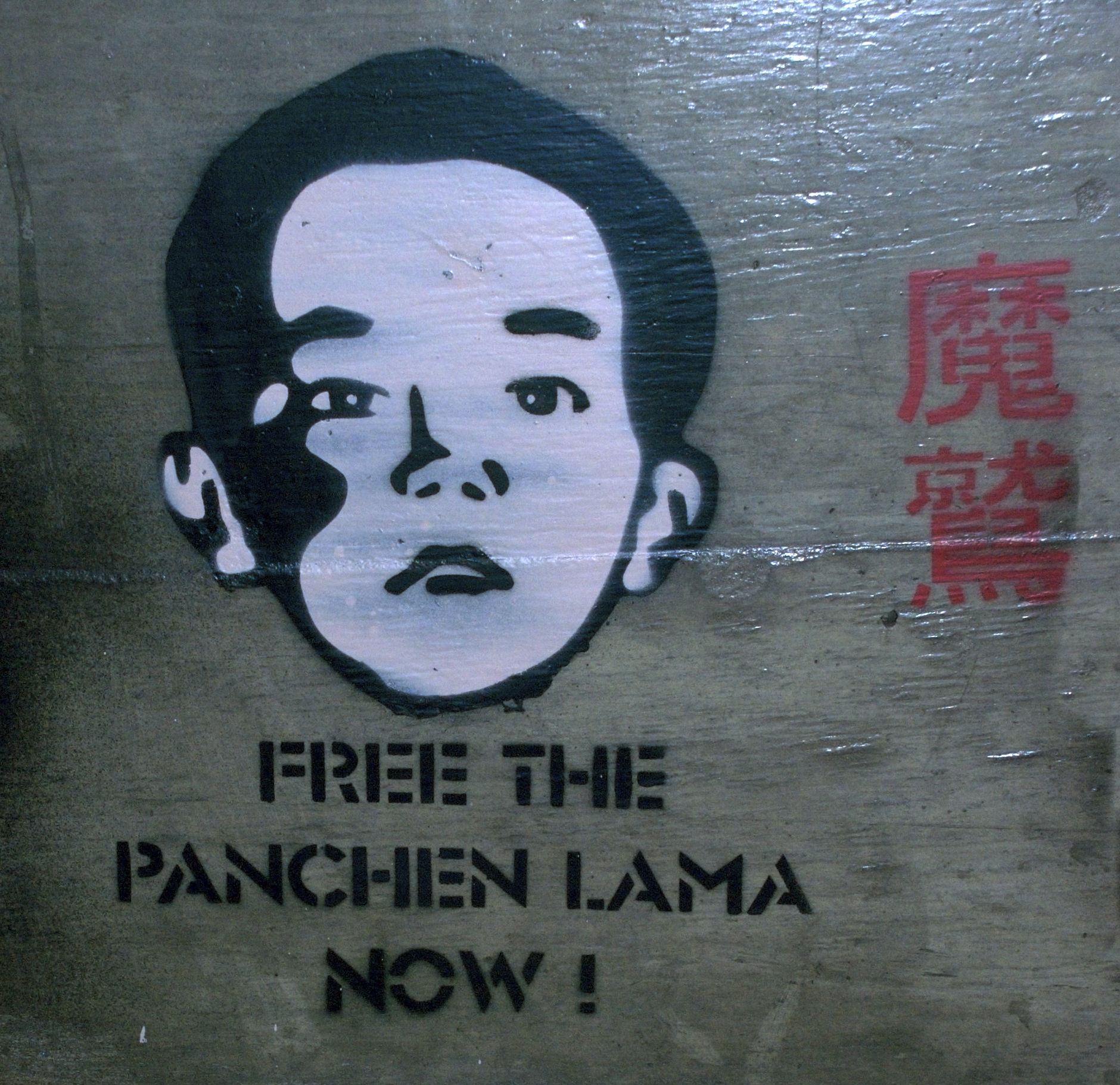
11º Panchen Lama, Gedhun Choekyi Nyima, desapareceu à força em 17 de maio de 1995, três dias depois de ser reconhecido, em 14 de maio, pelo 14º Dalai Lama.

O governo chinês chamou a aposentadoria de "show político" e disse que o ACT é ilegal e que qualquer ação sua não será reconhecida. Kate Saunders, da Campanha Internacional pelo Tibete, especulou que os governos que consideraram politicamente problemático para eles lidar com o Dalai Lama como um líder político-religioso podem agora conseguir estabelecer um relacionamento formal com ele como um líder puramente religioso.
O Dr. Lobsang Sangay, um pesquisador da Fulbright e graduado pela Harvard Law School, que nasceu em um campo de refugiados na Índia em 1968 e que nunca visitou o Tibete, foi nomeado primeiro-ministro do ACT em 27 de abril de 2011. Ele anunciou que passaria seus primeiros cinco anos em Dharamsala, Índia, a sede da ACT. Lá, ele não apenas assumirá as responsabilidades administrativas do PM anterior, mas sucederá ao Dalai Lama como o líder político da causa tibetana, ignorando assim a insistência da RPC para que o Dalai Lama seja sucedido por meio da reencarnação, não por outro método de seleção. Sangay, que já foi militante do Congresso da Juventude Tibetana, um grupo que apoia inequivocamente a independência do Tibete, diz que amadureceu e agora apóia a Abordagem do Caminho do Meio. Apenas cerca de 80.000 tibetanos, metade da população exilada registrada, eram elegíveis para votar porque os que viviam no Nepal foram impedidos pelo país anfitrião de participar. Os 6 milhões de tibetanos dentro do Tibete e da China não participaram. Não se sabe se um governo exilado não liderado pelo Dalai Lama, que foi legitimado pela tradição religiosa, será viável.
Enquanto isso, o Dalai Lama continua resistindo ao domínio chinês sobre a cultura e religião tibetana, descrevendo as políticas da China como "algum tipo de política, algum tipo de genocídio cultural está ocorrendo". A China também está tentando garantir que, após deixar esta vida, a reencarnação de Avalokiteshvara do Dalai Lama receba a aprovação da China: a China declarou que o próximo Dalai Lama deve nascer na China, excluindo assim qualquer pessoa nascida fora de seu controle político. O Dalai Lama se recusou a renascer na China e sugeriu que talvez o bodhisattva da compaixão simplesmente escolherá não retornar à Terra após esta vida.
Visto que a tradição dita que apenas os Dalai Lamas podem reconhecer as encarnações dos Panchen Lamas, que por sua vez podem reconhecer as encarnações de Avalokiteshvara, o reconhecimento das encarnações do Dalai Lama e do Panchen Lama é o objetivo político da China. Na controvérsia do 11ª Panchen Lama, o Dalai Lama reconheceu Gedhun Choekyi Nyima em 1995, que então desapareceu à força da vida pública três dias depois, junto com sua família, quando tinha 6 anos de idade. O governo chinês diz que está sob proteção do Estado, mas recusou todos os pedidos de organizações de direitos humanos, incluindo o Conselho de Direitos Humanos da ONU, para fornecer qualquer prova disso. O governo chinês posteriormente nomeou seu próprio Panchen Lama Gyaincain Norbu, instalado no Mosteiro de Tashilhunpo, que foi recentemente nomeado para a Conferência Consultiva Política do Povo Chinês.